# Калифорния Гитар Трио
Калифорния Гитар Трио (на английски: California Guitar Trio) е музикална група, състояща се от трима китаристи, и основана през 1991 г. Тримата – Пол Ричардс от Солт Лейк Сити, щата Юта; Бърт Ламс от Афлигем, Белгия; и Хидейо Мория от Токио, Япония – се събират на курс по китарно майсторство през 1987 г., в който Робърт Фрип ги обучава на Новото стандартно наместване (НСН). След като изкарват няколко курса на Фрип по китарно майсторство, тримата започват да изнасят концерти под шапката на Робърт Фрип и Лигата на майсторите китаристи.
Продължават сътрудничеството си в Лос Анджелис и основават Калифорния Гитар Трио през 1991 година. Те продължават да свирят според НСН. Изпълненията и записите им включват оригинални композиции, сърф кавъри и класически преработки на класическа музика. Към влиянията им се числят европейската класическа музика, рок музиката, блуса, джаза, световната музика и сърф музиката. Калифорния Гитар Трио са с подчертана техническа виртуозност и демонстрират хумор в музиката си.
Триото получава телевизионно разпространение по време на Олимпийските игри през 1998 и 2000 г. Тя е пускана по Си-Би-Ес, Ен-Би-Си, Си-Ен-Ен Уърлдбийт, и Ий-Ес-Пи-Ен. Те изпълняват на песента Apollo от компактдиска на Тони Левин, Pieces of the Sun, което получава номинация за Грами. КГТ са групата, предпочитана за събуждане от екипажа на Космическата совалка на НАСА Ендевър.
Калифорния Гитар Трио представят музика като подгряващ състав на Кинг Кримсън, откъдето бас-китариста Тони Левин и барабаниста Пат Мастелото често свирят на концертни прояви на КГТ. Групата също така разделя сцената с други творци, включително следните: Джон Маклафлин, Дейвид Силвиан, Тито Пуенте, Лефтоувър Салмън, Тадж Махал, Стийв Лукатър, Саймън Филипс, Ейдриан Лег, Ейдриан Белю, и Джон Андерсън.
Триото е издало 16 албума: седем студийни компактдиска с оригинални песни и комбинация от други работи, обхващащи разнообразни жанрове, четири концертни записа, както и коледно CD с коледна музика. Лемс също така издава солов албум с прелюдии на Бах, озаглавен Nascent.
През август 2004 г., те издават Whitewater, който е продуциран от Тони Левин. В него са представени оригинални творби на КГТ, балансирани с предизвикателството да съчетаят аранжимент от сюита за лютня на Бах и микс от (Ghost) Riders in the Sky и Riders on the Storm на Дорс. Това е последвано от Echoes, албум от 2008 г., съставен изцяло от кавър песни, както и Andromeda от 2010 г., първият запис, състоящ се само от оригинална работа. Masterworks е издание от 2012 г., в която са поместени интерпретации на класическа музика, идваща от Бетовен, Вивалди, Росини и Парт. Виртуозният китарист от Чикаго Фарид Хак свири на Зима от Вивалди. Тони Левин свири контрабас и виолончело на 4 от песните.